# Stephanie Kämmer
Stephanie Kämmer (* 1977 in Neuwied) ist eine deutsche Theater- und Filmschauspielerin.

## Leben
Kämmer studierte von 2000 bis 2004 Schauspiel an der Staatlichen Hochschule für Musik und Darstellende Kunst Stuttgart und spielte am Staatstheater Stuttgart. Im Anschluss war sie am Nationaltheater Mannheim zu sehen. Dort arbeitete sie u. a. mit den Regisseuren David Mouchtar-Samorai, Armin Petras, Thomas Langhoff, Jens-Daniel Herzog und Georgette Dee zusammen.
Seit 2006 spielt sie in Fernsehfilmen und Serien. So spielte sie ab 2015 in der Serie Club der roten Bänder als „Sabine Krüger“. Seit 2018 engagiert sie sich in Köln als Clowndoktor.

## Filmografie (Auswahl)
- 2006: Marta und der fliegende Großvater
- 2006: Warchild – Die Vermissten
- 2009: Liebeslied
- 2009: Tatort: Hauch des Todes
- 2010: Der Bulle und das Landei (Fernsehserie, Folge Babyblues)
- 2010: Tatort: Grabenkämpfe
- 2011: Alles Klara (Fernsehserie, fünf Folgen)
- 2011: Bloch: Heißkalte Seele
- 2012: Der letzte Bulle (Fernsehserie, Folge Alles Verräter)
- 2013: Alarm für Cobra 11 (Fernsehserie, Folge 60 Minuten)
- 2014: Heldt (Fernsehserie, Folge Hängen im Schacht)
- 2014: Inga Lindström: In deinem Leben
- 2014: Tatort: Mord ist die beste Medizin
- 2015–2017: Club der roten Bänder (Fernsehserie, 16 Folgen)
- 2016: Rentnercops – Ein ehrenwertes Haus (Fernsehserie)
- 2018: Tatort: Schlangengrube
- 2018: Die Füchsin – Spur in die Vergangenheit
- 2018: Beste Schwestern – Die Paten (Fernsehserie)
- 2018: Tatort: Mitgehangen
- 2018: Die Hälfte der Welt gehört uns – Als Frauen das Wahlrecht erkämpften (Dokudrama)
- 2018:  Schneeweißchen und Rosenrot
- 2020: SOKO Stuttgart – Runde 12 (Fernsehserie)
- 2020: Enkel für Anfänger
- 2020: WaPo Bodensee – Kalte Abreise (Fernsehserie)
- 2020: SOKO Köln – Liebesgrüße aus Dellbrück (Fernsehserie)
- 2021: Bettys Diagnose (Fernsehserie, eine Folge)
- 2022: Strafe – Ein hellblauer Tag (Fernsehreihe)
- 2023: Marie Brand und die Ehrenfrauen (Fernsehreihe)
- 2024: Marie Brand und die lange Nase (Fernsehreihe)
- 2024: Nord bei Nordwest – Kobold Nr. Vier
- 2025: Marie Brand und das tote Au-pair
- 2025: WaPo Duisburg – Biersorbet (Fernsehserie)